# جند (مصطلح)
جند وجمعها أجناد، تحت الخلافة المبكرة، كان مصطلح جند مثابة مصطلح للتقسيم العسكري، والذي أصبح مطبقًا على المستعمرات العسكرية العربية في الأراضي التي تم فتحها، وعلى الأخص على المحافظات التي تم تقسيم سوريا الكبرى إليها (بلاد الشام)، اكتسب المصطلح في وقت لاحق معاني مختلفة في جميع أنحاء العالم الإسلامي.

## الأصل وتطور المصطلح

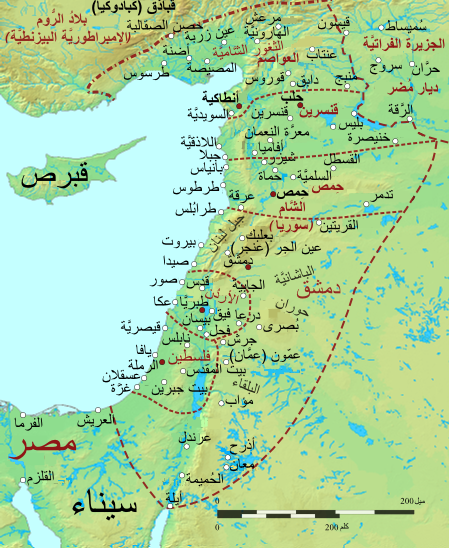
سوريا (بلاد الشام) ومحافظاتها (أجناد) في عهد الخلافة العباسية في القرن التاسع

المصطلح جند من جذر باللغة العربية يعني مجموعة من المؤيدين (يمكن أن يشيروا أيضًا إلى مجموعة بشكل عام كما هو الحال في المدينة) لسان العرب، ويظهر في القرآن لتعيين القوات المسلحة، في ظل الخلافة الأموية، تم تطبيقه بمعنى أكثر «على المستوطنات والمناطق العسكرية التي كان فيها جنود عرب يُحتمل أن يتم حشدهم للقيام بحملات موسمية أو للقيام ببعثات مطولة» إضافة إلى «فيلق الجيش المماثل» (دومينيك سورديل).
يتفق عموما أغلب العلماء ان الكلمة سامية ، نظرا لأنه موجودة فقط في الفارسية والبارثية، فمن المحتمل ان
تكون كلمة سامية ، كما يزعم نولدكه (سابقا، وسزمريني
nul gu ( شيونغ، قارن بن اأكادية
والمعنى الأساسي ، ) " قوات النخبة، النخبة أو الوحدة الخاصة "
مرتبط على نطاق واسع بـ "التغطية (inn) ج ن ن للجذر أو جذر ج د د
ومع ذلك، تدريجياً، وبغض النظر عن استخدامه التقني للمحافظات السورية (انظر أدناه)، اكتسب المصطلح معنى أوسع للقوات المسلحة بأكملها للدولة، وهكذا، قامت إحدى الإدارات المالية الخلافة، وهي ديوان الجند، بإدارة الأجور وأحكام الجيش، بالإضافة إلى ذلك، استخدم الجغرافيون في القرنين التاسع والعاشر مصطلح أجناد كمكافئ للأمصار أو البلدات الكبيرة.

## سوريا
كان الاستخدام الأبرز لهذا المصطلح في سوريا، حيث يرجع الفضل إلى الخليفة أبو بكر الصديق في تقسيم المنطقة إلى أربعة أجناد هي: حمص (جند حمص)، دمشق (جند دمشق)، الأردن (جند الأردن) وفلسطين (جند فلسطين). ثم قام الخليفة الأموي يزيد بن معاوية بإضافة حي قنسرين (جند قنسرين). ظلت هذه الممارسة فريدة من نوعها بالنسبة لسوريا ولم تقلد في أي منطقة أخرى من الخلافة، والتي كان يرأسها عادة حاكم واحد؛ ومن ثم يُشار إليهم غالبًا باسم «الشامات»، «سوريا».
اتبعت محيطات أجند بشكل عام حدود الأقاليم البيزنطية الموجودة سابقًا، لكن مع تعديلات، كما يلاحظ (كي يو بلانكينشيب)، إن بدايتها كعناصر لنظام للدفاع العسكري، تهدف إلى حماية السيطرة على سوريا والدفاع ضد أي هجوم بيزنطي، يتضح من خلال وضع عواصم المحافظات الجديدة على مسافات متساوية من بعضها البعض؛ للعمل كمراكز تحكم وكمراكز تنظيم، وبشكل آمن في المناطق الداخلية، بعيدًا عن أي هجوم بحري، كان فيلق الجيش في أجناد سوريا مؤلفًا من العرب فقط، والذين حصلوا على راتب منتظم، مستمد من دخل ضريبة الأرض (الخراج)، بالإضافة إلى حصولهم على أراضي، في الحملة، كان برفقتهم الخدام (الشاكيرية) وعززهم المتطوعون
استمر الانقسام إلى أجناد في سوريا في ظل الخلافة العباسية وما بعدها، حتى زمن المماليك، في عهد العباسيين، غالبًا ما كان الحاكم العام لسوريا يترأس جميع المناطق، بينما في عام 785 أضاف هارون الرشيد منطقة جند العواصم الجديدة في الشمال، التي تشمل المنطقة الحدودية مع البيزنطيين.

## مصر
في مصر، بعد الفتح الإسلامي بفترة وجيزة، أسس عمرو بن العاص مستعمرة عسكرية في الفسطاط. أصبح المسلمون الذين يتألفون منها يعرف باسم جند مصر. هم أيضًا، على غرار أجناد سوريا، تم تسجيلهم على قوائم الجيش وتلقوا راتبًا منتظمًا. لقد وفروا لفترة طويلة القوة العسكرية الإسلامية الوحيدة في المنطقة، ولعبوا دورًا رئيسيًا في الحياة السياسية في البلاد، حيث حافظوا بغيرة على موقعهم المتميز خلال القرنين الأولين من الفترة الإسلامية، حتى تحطمت قوتهم في اضطرابات الفتنة الرابعة.

## الأندلس

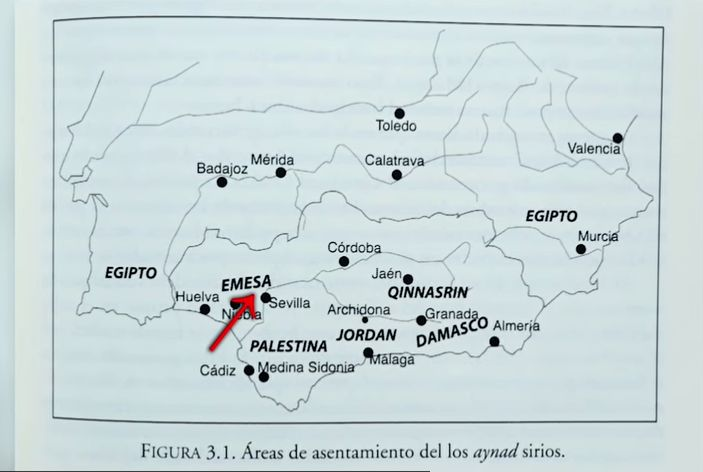
خريطة جند الشام

يبدو أن نظام الجند في شكل ما، تم تقديمه في الأندلس أيضًا، في عام 742، كانت القوات المشاركة في الفتح الإسلامي المستمر لشبه الجزيرة مخصصة للأراضي في تسع مناطق (mujannada). بحلول القرن العاشر، جاء مصطلح جند ليشمل هؤلاء الرجال إلى جانب المتطوعين المجندين باعتبارهم متميزين عن المرتزقة الأجانب (ḥasham).

## المغرب
في المغرب العربي، بداية من حكام الأغالبة في إفريقية، أصبح مصطلح جند يطبق على الحارس الشخصي للحاكم، ومن وقتها «حافظت على إحساس مقيد يصعب تحديده في كثير من الأحيان، ونادراً ما ينطبق على الجيش بأكمله» (د. دومينيك سورديل). هناك استخدام مماثل واضح في الدولة المملوكية، حيث ينطبق المصطلح على قسم معين من قوات السلطان الشخصية، حتى وإن لم يكن حارسه الشخصي الفعلي.